# Juan Cuevas Perales
Juan Cuevas Perales (Guadasuar, 8 de febrero de 1782 - Valencia, 20 de diciembre de 1855) fue un compositor y maestro de capilla español.

## Vida
Fue bautizado en la iglesia de la Santa Cruz de Valencia con los nombres de Juan Vicente Antonio Constantino.
Su formación musical se desarrolló en la Catedral de Valencia, donde ingresó de niño como infantillo en 1790. Estudió inicialmente con el maestro Francisco Morera y después con José Pons. En 1801 era maestro de la parroquia de San Martín de Valencia, y ocupó el cargo hasta 1804, cuando volvió a la catedral para hacer de epistolero. 
En febrero de 1817, se trasladó a Tortosa para ocupar allí la plaza de maestro de capilla. Sin embargo, días antes de ocuparla, solicitó mismo cargo a la Colegiata de Játiva que le fue concedida en enero de 1818. En Játiva realizaría las habituales responsabilidades del magisterio: selección de infantes, composición de la música en fiestas de guardar, etc. Se perciben a través de las actas capitulares algunas tensiones con el maestro por razones económicas.
En 1824 se presentó a las oposiciones para el magisterio de la Catedral de Toledo. Sin que se sepan las razones que llevaron a Cuevas a partir de Játiva, en diciembre de 1825 tomó posesión del cargo de maestro de capilla en Toledo, cuyo maestro, Francisco Antonio Gutiérrez, se había jubilado por enfermedad. Se llevó con él a Mariano Reig, alumno suyo, «con el fin de seguir recibiendo sus lecciones para adelantarse en la carrera de la composición». Reig acabaría siendo maestro de capilla de la Catedral de Málaga.
En diciembre de 1826 se trasladó a Córdoba para ocupar sin oposición previa el magisterio en la Catedral, en sustitución de Jaime Balius Vila, que se había jubilado. Permanecería en Córdoba hasta 1833, fecha en la marcha repentinamente sin que se sepan las razones.
En 1832, se brindó en al capítulo de la Catedral de Valencia para reemplazar al difunto Francisco Cabo Arnal, inicialmente sin éxito. Finalmente, Cuevas se incorporó a la catedral en diciembre de 1833, donde ejerció de maestro de capilla durante 22 años, hasta 1855, año de su fallecimiento.

## Obra
Se conservan 126 composiciones de Cuevas en la Catedral de Málaga, de la que no fue maestro de capilla, a pesar de lo que dicen algunas fuentes. La hipótesis más probable es que su alumno, Mariano Reig, las llevara con él cuando se convirtió en maestro de capilla de la metropolitana malageguense o que las recibiera en herencia a la muerte de Cuevas en 1855. Además de en Málaga, se encuentran 6 obras en Toledo, 68 en Valencia, 12 en el Colegio de Corpus Christi de Valencia, 10 en Segorbe, una en Guadasuear y una en Montesa.

### Grabaciones
- Lauda Jerusalem. La Llum Musical Xativina, 1 CD. (2007).
- Gozos a Nuestra Señora de la Seo de Játiva. La Llum Musical Xativina, 1 CD. (2007).
- Nemo natus est in terra qualis Josef (fragmento). Al registre audiovisual d'accés lliure de la Seu Valentina[8]